# Avogadrova konstanta
Avogadrova konstánta [avogádrova ~] je fizikalna konstanta, ki podaja število delcev (atomov, molekul, ionov ipd.) v enem molu snovi. Imenovana je v čast italijanskemu kemiku in fiziku Amedeu Avogadru; navadno jo označujemo z NA. Definirana je kot natanko 6,022 140 76 × ×1023 mol−1.
Avogadrova konstanta je pretvorni faktor med gramom in atomsko enoto mase:
1 g = NA u.
Avogradrovo število predstavlja vrednost Avogadrove konstante brez enote in se označi z ZA.
Po starejši definiciji je bilo Avogadrovo število enako številu atomov v 0,012 kg čistega ogljika 12C. Konstanto je bilo torej treba določiti eksperimentalno. Po redefiniciji osnovnih enot SI, ki je stopila v veljavo leta 2019, pa je vrednost NA določena numerično in eksaktno.